# Raik Dalgas
Raik Dalgas (* 16. April 1976 in Wolfen) ist ein deutscher Künstler und Aphoristiker.
Seine Bilder haben grellbunte Motivteile und sind größeren Formats. Er benutzt mehrere Kunstrichtungen auf einem Werk. Die Bilder sind teilweise von Schlieren und Malfehlern überzogen oder zerkratzt. Motive werden immer wieder übermalt.

## Ausstellungen und Projekte (Auswahl)

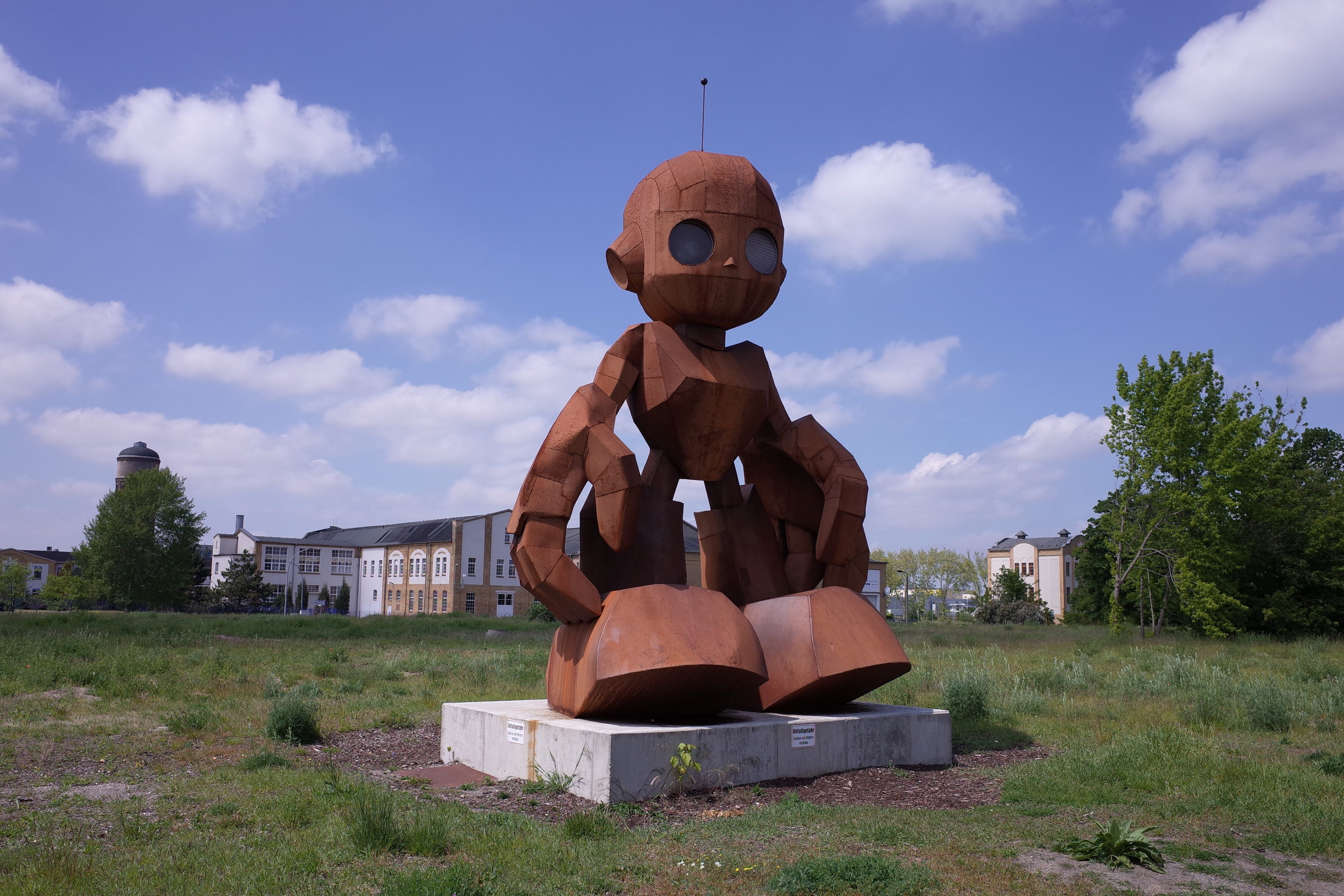
Roboterskulptur von Raik Dalgas am Rathaus von Bitterfeld-Wolfen

- 2007: Vor der Depression, Reste eines Daseins. Volkshochschule Zerbst/Anhalt
- 2008: internationale Gruppenausstellung, Zbiornik Kultury. Polen
- 2012: Rose aus Metall in Wolfen
- 2014: Kunstplatten für die größte feststehende Freilichtbühne des Landes Sachsen-Anhalt
- 2014: Künstlerischer Leiter der Stadt Bitterfeld-Wolfen für das „Sommermärchen“ des Mitteldeutschen Rundfunks (Sandskulpturen-Wettbewerb)
- 2014: Antikriegskulptur in Form eines flugunfähigen Jagdflugzeuges der 30er Jahre[1]
- 2017: größte Roboterskulptur Deutschlands[1]
- 2018: nebenberufliche Tätigkeit als Rettungssanitäter beim DRK